# Бабанлы, Мустафа Баба оглы
Бабанлы, Мустафа Баба оглы (азерб. Babanlı Mustafa Baba oğlu; род. 21 февраля 1968, Саатлы) — ректор Азербайджанского государственного университета нефти и промышленности (2015—2023).

## Биография
Родился 21 февраля 1968 года в Саатлы. Окончил инженерно-физический факультет Киевского политехнического института по специальности «физика металлов».
С 1990 по 1992 год обучался в аспирантуре Института физики металлов Национальной Академии Наук Украины. В 1993 году защитил кандидатскую диссертацию на тему «Фазовые переходы в закаленных из расплава сплавах TiNiCu» и получил степень кандидата физико-математических наук.
27 февраля 2008 года в Азербайджанском техническом университете защитил докторскую диссертацию и получил степень доктора технических наук по специальности «материаловедение».
После окончания университета работал инженером-технологом в Особом конструкторском бюро «Кристалл» Национальной академии наук Азербайджана. С 1996 года работал на кафедре металлургии и металловедения Азербайджанского технического университета.
В 1996—2001 годах занимал должность ассистента, в 2001—2010 годах — доцента, в 2010—2015 годах — профессора и проректора по международным связям Азербайджанского технического университета.
Член Диссертационного Совета при Азербайджанском Техническом Университете и Координационного методического совета при Министерстве образования Азербайджана. Член Международной ассоциации президентов университетов.
Ректор Азербайджанского государственного университета нефти и промышленности (3 сентября 2015 — 10 июля 2023).
Автор 138 научных и научно-методических работ.

## Семья
Является родственником поэта Видади Бабанлы.